# Michelle Jiménez
Michelle Jiménez (Palma, 11 de desembre de 2002) és una model i reina de bellesa espanyola, guanyadora del concurs Miss Univers Espanya 2024. Va representar Espanya al concurs Miss Univers 2024 a Mèxic.
Jiménez va començar la seva carrera al concurs de bellesa l'11 de setembre de 2024, quan va representar les Illes Balears a Miss Univers Espanya 2024 i va competir contra 16 candidates més a Tenerife, on va guanyar el títol nacional i va ser succeïda per Athenea Pérez. Jiménez va representar Espanya al concurs Miss Univers 2024 a Mèxic.